# Eusapromyza poeciloptera
Eusapromyza poeciloptera är en tvåvingeart som först beskrevs av Friedrich Hermann Loew 1873.  Eusapromyza poeciloptera ingår i släktet Eusapromyza och familjen lövflugor. Inga underarter finns listade i Catalogue of Life.